# Disphragis poppea
Disphragis poppea är en fjärilsart som beskrevs av William Schaus 1933. Disphragis poppea ingår i släktet Disphragis och familjen tandspinnare. Inga underarter finns listade i Catalogue of Life.